# Krzysztof Boruń
Krzysztof Boruń (ur. 29 listopada 1923 w Częstochowie, zm. 22 maja 2000 w Warszawie) – polski pisarz science-fiction, popularyzator nauki. Dziennikarz, autor wielu esejów, felietonów, artykułów i książek.

## Życiorys
Urodził się w Częstochowie jako syn Stanisława (1895–1976) i Marii, z domu Staszewskiej (1892–1977). Jego żoną była Maria Staszewska Boruń, z którą miał córkę Katarzynę.
W latach 1943–1946 pracował jako nauczyciel fizyki i matematyki. Żołnierz Armii Krajowej, uczestnik w powstania warszawskiego (pseudonim „Głowacz”, pluton 1105 Kolumny Motorowej „Wydra”, oddział „Krybar”, członek załogi samochodu pancernego „Kubuś”). Po upadku powstania wyszedł z miasta z ludnością cywilną.
Współpracował z takimi pismami jak „Ilustrowany Kurier Polski” i „Tygodnik Demokratyczny” (był sekretarzem redakcji „TD”). W latach 1982–1984 pełnił funkcję redaktora naczelnego dwumiesięcznika Astronautyka i Postępy astronautyki. W pracy dziennikarskiej poruszał tematy z zakresu psychologii, parapsychologii, socjologii, astronomii, cybernetyki i futurologii.
Boruń był aktywnym popularyzatorem astronomii (autor cyklu Kto, kiedy, dlaczego?), w tym także członkiem założycielem Polskiego Towarzystwa Astronautycznego i Polskiego Towarzystwa Cybernetycznego. Od 1950 roku członek Towarzystwa Miłośników Astronomii.
Jako autor SF debiutował w 1953 roku napisaną wspólnie z Andrzejem Trepką powieścią Zagubiona przyszłość, drukowaną w odcinkach na łamach Ilustrowanego Kuriera Polskiego, a następnie wydaną w 1954 roku w nieco zmienionej wersji książkowej (pierwotną wersję wydrukowano dopiero w 1957). Następnie powstały kontynuacje tej powieści Proxima oraz Kosmiczni bracia, które razem z pierwszą częścią tworzą trylogię kosmiczną.
W zbiorze opowiadań Człowiek z mgły znalazły się także cztery dialogi z cyklu Spór o fantastykę, który pod koniec lat 60. toczył się na antenie Polskiego Radia w programie Popołudnie z młodością. Są to krótkie rozprawy o fantastyce naukowej i jej roli społecznej (Pod urokiem techniki, Skrzydła Ikara, Uczeń czarnoksiężnika, Archipelag utopii).
Utwory Borunia tłumaczone były na język rosyjski, czeski, węgierski, niemiecki, ukraiński i japoński.
Dwie powieści, napisane w latach sześćdziesiątych XX wieku Próg nieśmiertelności i Ósmy krąg piekieł, najpierw ukazały się w przekładzie rosyjskim i ukraińskim. W Polsce wydano je dopiero w latach siedemdziesiątych.
Członek Stowarzyszenia Pisarzy Polskich.
Boruń, odkąd skończył dwanaście lat, był ateistą, jednak pod koniec życia zaczął uważać się bardziej za agnostyka, uznając możliwość istnienia Boga. Jego przemyślenia na ten temat można znaleźć w dwóch ostatnich książkach: W świecie zjaw i mediów. Spór o duchy i Na krawędzi zaświatów. Sporu o duchy ciąg dalszy. Poruszył w nich wiele kontrowersyjnych tematów z zakresu religii i parapsychologii, włączając w to jasnowidzenie, cudowne samowyleczenia, objawienia uznawane przez Kościół, istnienie życia pozagrobowego, możliwość reinkarnacji, istnienie dobrych i złych duchów (anioły i diabły). Starał się wyjaśniać te zagadnienia w oparciu o współczesną naukę, jednak uznał, że niektóre zjawiska nie dają się w ten sposób do końca wytłumaczyć. Pozostawał otwarty na wszelkie możliwości, twierdząc jednak, że najprawdopodobniej w przyszłości nauka przyniesie rozwiązanie współczesnych zagadek.

## Twórczość

### Fantastyka naukowa

#### Powieści
- Zagubiona przyszłość (współautor: Andrzej Trepka), Iskry 1954.
- Proxima (współautor: Andrzej Trepka), Iskry 1956.
- Kosmiczni bracia (współautor: Andrzej Trepka), Iskry 1959.
- Próg nieśmiertelności, Iskry, Warszawa 1975.
- Ósmy krąg piekieł, KAW, 1978.
- Małe zielone ludziki I, KAW, Katowice 1985.
- Małe zielone ludziki II, KAW, Katowice 1985.
- Jasnowidzenia inżyniera Szarka, Iskry, Warszawa 1990.

#### Zbiory opowiadań
- Antyświat i inne opowiadania fantastycznonaukowe (1960)
- Toccata, KAW, Warszawa 1980.
- Człowiek z mgły, Alfa, 1986.

#### Opowiadania zamieszczone w antologiach
- Spadkobiercy (1958) – opublikowane pierwotnie w Młodym Techniku, potem w Przepowiedni, t. 6 Polskiej noweli fantastycznej. Opowiadanie to jest pierwszą wersją Toccaty.

### Inne
- Księżyc zdobyty (Wiedza Powszechna, Biblioteka Atomium, 1956)
- Tajemnice sztucznych zwierząt (Wiedza Powszechna, Warszawa, 1961)
- Tajemnice parapsychologii (współautor: prof. S. Manczarski, wyd. I 1973, wyd. II rozszerzone o „życie po życiu” 1982)
- Mały słownik cybernetyczny, pod red. M. Kempisty, Wiedza Powszechna, Warszawa 1973, s. 533. (współautor)
- Kto, kiedy, dlaczego? (wielotomowy cykl, astronautyka)
- Ossowiecki – zagadki jasnowidzenia (współautor: córka Katarzyna Boruń-Jagodzińska 1990)
- W świecie zjaw i mediów. Spór o duchy (1996)
- Na krawędzi zaświatów. Sporu o duchy ciąg dalszy (1999)